# Парковий волейбол
Парковий волейбол — один з підвидів гри в волейбол, який відрізняється від класичного тим, що в команді бере участь чотири людини; поле менше за розміром, ніж в класичному волейболі; сітка трохи нижче; матчі проводяться безпосередньо просто неба на ґрунтових і трав'яних майданчиках.
Цей вид спорту ще не отримав широкої популярність у світі, але має такі перспективи. Можливо, через кілька років може увійти в офіційну Олімпійську програму. Даний вид спорту спрямований на популяризацію волейболу серед простих людей. У нього можна грати в парках, на природі.
У 1998 році, в Токіо ФІВБ оголосив популяризацію і поширення такого виду спорту, як парковий волейбол. Він став вважатися новою дисципліною волейболу усьому світі. Парковий волейбол робить ставку на гравців, без обмежень у віці та статі, для яких участь є важливіше, ніж перемога (хоча набір очок все ж залишається основною метою). Вважаючи, що правила дуже прості і до гравців пред'являється менше вимог, парк-волей — це поштовх для початківців волейболістів і чудове проведення часу на свіжому повітрі. 
У парковому волейболі беруть участь дві команди, по 4 гравця в кожній, на майданчику, який розділений сіткою. Існують певні версії для певних обставин, щоб адаптувати гру до ігрових умов і характеристикам гравців. Як припускає сама назва гри, парк-волейбол, — це гра на відкритому повітрі, але також вона може проводитися в приміщенні. Для молодших категорій може використовуватися спеціальний м'яч — легший і більшого розміру. Хоча правила гри в волейбол зберігаються, в парковому волейболі пред'являється менше вимог і використовуються більш прості правила. Одним з основних принципів є «автосудейство», тому від гравців в даній грі чекають чесності і відповідної поведінки. В парк-волей грають за такою ж системою, як і в класичний волейбол, де кожний розіграш м'яча закінчується очком. 
Основні правила гри:
1. Матчі граються чотири проти чотирьох. Заміни відбуваються по ходу зустрічі згідно попередньої домовленості.
2. Передбачено чотири вікові категорії: А — 9-12 років — юнаки / змішані / дівчата — сітка 215 см — майданчик 7 × 14 м;
В — 13-14 років — юнаки / змішані — сітка 230 см, дівчата — сітка 224 см — майданчик 7 × 14 м ;
С — 15 — 17 років — юнаки / змішані — сітка 230 см, дівчата — сітка 224 см — майданчик 7 × 14 м ;
Д — чоловіки — 243 см — 8 × 16 м, змішані (хв. 2 жінки) — сітка 230 см — майданчик 8 × 16 м, жінки — сітка 224 см — майданчик 8 × 16 м.
3. Майданчик розміром 7 × 14 м розділена сіткою на дві частини 7 × 7 м. Інші розміри майданчика можуть бути адаптовані (6 × 12 м, 8 × 16 м або 9 × 18 м).
4. Використовується звичайний волейбольний м'яч, хоча вже існує і професійний.
5. Суддівство в основному виконується самими гравцями або одним із суддів, призначеним організатором.
6. Розіграш починається з подачі позаду лицьової лінії (або ближче до сітки, якщо це погоджено до матчу).
7. Командам дано право максимум на три удари для повернення м'яча супернику. Контакт з м'ячем при блокуванні не враховується. Один гравець не має права два рази поспіль торкатися м'яча.
8. Для стимулювання довгого розіграшу м'яча не враховуються деякі технічні помилки. Наприклад, не враховується помилка при грі в захисті (відкрита долоня), неправильна друга передача і деякі інші. Тільки при нанесенні нападаючого удару, гравець повинен правильно виконувати удар (короткий контакт).
9. Відбивати м'яч можна будь-якою частиною тіла. Ловити м'яч забороняється.
10. При виграші подачі, повинен подавати наступний гравець, відповідно до порядку розстановки, який заповнили перед партією.
11. Коли м'яч знаходиться поза грою, дозволяється проводити необмежену кількість замін. (Кількість обговорюється перед поєдинком.)
12. Матч складається з розіграшу м'яча (кожен розіграш — одне очко), партії тривають до 21 або 25 очок (виграш повинен бути з перевагою в два очки без обмежень). Скільки проводити партій вирішується організатором або учасниками (1, 2 або 3 виграні партії). У разі нічиєї грається вирішальне партія до 15 очок (виграш повинен бути з перевагою в два очки без обмежень).
13. Команди міняються майданчиками під час партії, коли досягають 11 (13) очкової позначки. Також зміна майданчика відбувається після закінчення партій. У вирішальні партії зміна майданчика відбувається, коли одна з команд набере 8 очок.
14. Для кожної команди в партії дозволяється одна перерва по 30 секунд.
15. Дотик сітки є помилкою, якщо воно сталося в її верхній частині (верхній трос + 30 см), або якщо це заважає грі.
16. Взаємодія з гравцями команди суперника (торкання, затримання, штовхання) не вирішується.
17. Будь-яка помилка карається програшем м'яча з його наслідками: команда суперника набирає очко і отримує право на подачу або продовжує подавати.